# Norra stambanan
Norra stambanan (ze szw. Północna linia główna) – linia kolejowa w Szwecji, łącząca Gävle i Storvik z Ånge na północy. Linia ma długość 268 km, jest zelektryfikowana i jednotorowa, z wyjątkiem odcinków Mo grindar - Holmsveden (21 km), Kilafors - Bollnäs (17 km) i Ramsjö - Ovansjö (53 km), gdzie jest dwutorowa.
Główne miasta, przez które biegnie linia to Gävle, Storvik, Ockelbo, Ljusdal i Ånge.